# Lublinska unija
Lublinska unija (poljsko Unia lubelska, litovsko Liublino unija) je sporazum, sklenjen 1. julija 1569  v Lublinu, Poljska, s katerim sta se Poljska in Litva združili v eno državo Republiko obeh narodov. 
Nova država je bila takrat ena največjih v Evropi. Nadomestila je personalno unijo Krone poljskega kraljestva in Velike litovske kneževine z novo volilno kraljevino, ker je zadnji poljski kralj in Jagelonec Sigismund II. Avgust v treh zakonih ostal brez naslednika. Avtonomija Kraljeve Prusije je bila večinoma opuščena, Vojvodina Livonija, od Grodnenske unije (1566) povezana z Litvo v realno unijo, pa je postala poljsko-litovski kondominij.
Skupni državi je vladal en sam izvoljen monnarh, ki je opravljal funkciji poljskega kralja in litovskega velikega kneza. Država je imela skupni Senat in Sejm (parlament). Nekateri v Uniji vidijo evolucijsko stopnjo v poljsko-litovskem zavezništvu in osebni uniji, ki je bila potrebna tudi zaradi nevarnega položaja Litve v vojnah z Rusijo.

## Zgodovina

### Ozadje
Pred podpisom sporazuma o združitvi so bile dolge razprave. Litovski mogotci so se bali, da bi izgubili velik del svoje moči, saj bi unija njihov pravni status izenačila s statusom veliko številčnejšega poljskega nižjega plemstva. Litva je bila v moskovsko-litovskih vojnah vse bolj na poraženi strani in se do druge polovice 16. stoletja soočala z grožnjo popolnega poraza v livonski vojni in vključitve v Rusijo.
Na drugi strani poljsko plemstvo (šlahta) ni bilo več naklonjeno dajati pomoči Litvi, ne da bi v zameno tudi nekaj dobilo.  Za podporo Litvi v njeni vojni z Moskvo je namreč odtekalo kar 70 % davkov, pobranih na Poljskem v 1560. letih. Poljska in litovska elita sta okrepili osebne vezi in imeli priložnost načrtovati svojo enotno prihodnost z okrepljenim vojaškim sodelovanjem. Poljski kralj in veliki litovski knez  Sigismund II. Avgust, ki je prepoznal rusko grožnjo Litvi in sčasoma Poljski, se je zavzemal za unijo in postopoma pridobival vse več privržencev, dokler ni začutil dovolj podpore, da bi lahko na silo razlastil posestnike, ki so združitvi nasprotovali.
Sigismund je bil zadnji Jagelonec in ni imel otrok ali bratov, ki bi lahko nasledili prestol. V uniji videl možnost nadaljevanja vladanja Jageloncev preko osebne, ne pa tudi ustavne zveze Poljske in Litve, s poroko poljske princece Jadvige in litovskega kneza Vladislava II. Jagela. Unija je bila ena od ustavnih sprememb, potrebnih za vzpostavitev uradno volilne monarhije, ki bi obsegala obe domeni.

### Sejm 1569
Poljski Sejm (parlament) se je sestal januarja 1569 v bližini poljskega mesta Lublin, vendar ni dosegel soglasja. Ena od spornih točk je bila pravica Poljakov do naseljevanja in lastništva zemlje v Veliki litovski kneževini. Na odhod večine večine litovske delegacije pod vodstvom Mikołaja "Rudija" Radziwiłła 1. marca 1569 se je kralj odzval s priključitvijo Podlaškega, Volinskega, Braclavskega in Kijevskega vojvodstva k Poljski kroni. Zgodovinske pokrajine Kijevske Rusije so obsegale več kot polovico ozemlja sedanje Ukrajine in bile takrat bistven del ozemlja Velike litovske kneževine. Tamkajšnje rusko plemstvo je želelo izkoristiti gospodarsko in politično priložnost, ki ju je ponujala poljska sfera, in na splošno želelo, da bi njihova dežela postala del Poljske krone.
Litovci so bili prisiljeni vrniti se v Sejm in nadaljevati pogajanja z nekoliko drugačno taktiko kot je bila Radziwiłłova. Čeprav je poljska šlahta želela popolno vključitev Velike litovske kneževine v Poljsko krono, so Litovci temu še naprej nasprotovali in pristali edino na zvezno državo. 28. junija 1569 so bili premagani še zadnji ugovori in kralj je 4. julija 1569 v skladu z dogovorom na gradu Lublin podpisal listino o združitvi v Republiko obeh narodov.

## Poskus modernizacije
Lublinsko unijo naj bi nadomestila ustava, sprejeta 3. maja 1791, po kateri bi kralj Stanisłav Avgust Poniatowski preoblikoval zvezno skupnost v enotno državo. Ustava ni bila v celoti izvedena. Republika obeh narodov se je končala z delitvijo Poljske leta 1795.

## Posledice

### Kultura
V Republiki obeh narodov so imeli litovski plemiči enake formalne pravice kot poljski, da na svojih domenah vladajo svojim podložnikom. Poljski jezik se je že v poznem 15. stoletju hitro širil med litovsko in rusko elito, skupna država pa je process polonizacije še pospešila. V kulturi in družabenem življenju sprva rusinsko govorečega in po veri vzhodno pravoslavnega rusinskega plemstva sta postala prevladujoča tako poljski jezik kot katolištvo. Podložniki, zlasti kmetje, so še naprej govorili v svojih jezikih is se po Brestlitovski uniji spreobrnili v pravoslavje.
Ti procesi so sčasoma povzročili velik razkol med nižjimi družbenimi sloji in plemstvom na litovskih in rusinskih območjih Republike obeh narodov. Nekateri rusinski mogotci, na primer Ostroški,  so se uprli polonizaciji tako, da so  se držali pravoslavnega krščanstva in velikodušno podpirali rusinske pravoslavne cerkve in rusinske šole. Polonizaciji se je vsaka naslednja generacija teže upirala in sčasoma je bilo polonizirano skoraj vse rusinsko plemstvo.
Kozaški upori in tuji posegi so privedli do razdelitve Republike obeh narodov  med Rusijo, Prusijo in Avstrijo v letih 1772, 1793 in 1795. Lublinska unija je bila začasno neaktivna, ker je medtem veljala Kejdanska unija.
Številni zgodovinarji, kot je Krzysztof Rak, menijo, da je Lublinska unija ustvarila državo, podobno sedanji Evropski uniji, in da je bila skupaj s Kalmarsko unijo, več akti o združevanju na Britanskem otočju in drugimi podobnimi sporazumi predhodnica Maastrihtske pogodbe. Ustvarila je državo držav, ki so bile globlje povezane kot današnja Evropska unija.

### Gospodarstvo
Unija je prinesla poljsko kolonizacijo rusinskih dežel in vse večje tlačenje  rusinskega kmetsva s strani šlahte. Čeprav so bile razmere za kmete v Republiki obeh narodov precej hude v primerjavi z zahodno Evropo, so bile še vedno boljše od razmer v Rusiji, zato so kmetje, v manjši meri tudi plemstvo in trgovci, bežali iz Rusije v Republiko obeh narodov. Selitve so postale velika skrb ruske vlade in eden od dejavnikov, ki so nazadnje pripeljali do delitve Poljske.
V Republiki je bila uvedena skupna valuta zlot.

### Geografija
Unija je ustvarila eno največjih in najštevilčnejših držav v Evropi 17. stoletja. Izjemi sta bili Rusko carstvo in Osmansko cesarstvo, ki nista bili v celoti v Evropi.
Litva je z Unijo izgubila Podlaško, Volinijo, Podolje in Kijevsko kneževino, ki so pripadli Poljski.

### Zakonodaja
Statut Litve je zakone Unije, ki so bili v nasprotju z njenimi, razglasil za neustavne. Prvi statut Litve je veljal tudi na ozemljih Litve, ki jih je Poljska priključila tik pred Lublinsko unijo, razen Podlaške. Ti konflikti med statutarnimi sistemi v Litvi in na Poljskem so trajali več let, tretji statut Litve pa je ostal v veljavi na ozemljih Velike kneževine Litve tudi po delitvah do leta 1840.
Poskusi omejitve moči litovskih mogotcev, zlasti družine Sapieha, in poenotenja zakonov v Republiki obeh narodov so pripeljali do gibanja koekwacja praw (uveljevljanje pravic), ki je doseglo vrhunec z reformo Voljenega sejma leta 1697 (maj–junij), potrjeno v Generalnem sejmu leta 1698 (aprila) v listini Porządek sądzenia spraw w Trybunale Wielkiego Księstwa Litewskego (Vrstni red sojenja zadev na sodišču Velike kneževine Litve).

### Vojska
Poljska je po združitvi obeh entitet Litvi nudila vojaško pomoč, ki je bila ključnega pomena za obstanek Velike kneževine. Poljska in Velika kneževina naj bi imeli ločeno vojaško, a skupno obrambno politiko.

### Politilka
Lublinska unija je predvidela združitev obeh držav, vendar je vsaka ohranila znatno avtonomijo s svojo vojsko, državnim proračunom, zakoni in upravo. Čeprav sta bili državi teoretično enakopravni, je večja Poljska postala prevladujoči partner. Zaradi razlik v številu prebivalcev so poljski poslanci v sejmu s 3:1 presegli litovske.
V obeh državah naj bi vladal samo en vladar,  ki bi ga na svobodnih volitvah izvolilo plemstvo obeh narodov. Vladar je bil kronan za poljskega kraja in litovskega velikega kneza v Vavelski stolnici v Krakovu.
Skupni parlament, Sejm, je zasedal v Varšavi. Imel je 114 poslancev iz Poljske in 48 iz Litve. Senat je imel 113 poljskih in 27 litovskih senatorjev.
Poljska in Litovska kneževina sta imeli skupno zunanjo politiko.

## Zapuščina
Lublinska unija je bila Sigismundov največji dosežek in hkrati njegov največji neuspeh. Čeprav je ustvaril eno največjih držav v sodobni Evropi, ki je trajala več kot 200 let, Sigismundu ni uspelo izvesti reform, ki bi vzpostavile delujoč politični sistem. Upal je, da bo s podporo nižjega plemstva okrepil monarhijo in uravnotežil moč nižjega plemstva in magnatov. Vse plemstvo v Uniji naj bi bilo pred zakonom enako, vendar politična moč magnatov ni bila bistveno oslabljena. Če ni šlo drugače, so svojo voljo pogosto uveljavili s podkupovanjem in prisilo. Poleg tega je kraljeva moč še naprej slabela. Medtem ko so se sosednje države še naprej razvijale v močne, centralizirane absolutne monarhije, je Unija s svojo zlato svobodo zdrsnila v politično anarhijo, ki jo je sčasoma stala obstoja.
Za naslednico poljsko-litovske skupnosti se šteje današnja republika Poljska. Medvojna republika Litva je na nastanek Skupnosti obeh narodov gledala večinoma v negativni luči.
Izvirni dokument je bil leta 2017 vključen v Unescov Register svetovnega spomina.